# تپه میرزا سلیم
تپه میرزا سلیم مربوط به دوره اشکانیان است و در شهرستان کوهدشت، بخش طرهان، دهستان طرهان، ۶۵۰ متری غرب روستای کل سرخ واقع شده و این اثر در تاریخ ۲۲ اسفند ۱۳۸۵ با شمارهٔ ثبت ۱۸۱۹۷ به‌عنوان یکی از آثار ملی ایران به ثبت رسیده است.